# Jaime I, Duque de Bragança
D. Jaime I de Bragança (cerca de 22 de julho de 1478 — 20 de setembro de 1532) foi o quarto Duque de Bragança.

## Biografia
Secundogénito de Fernando II de Bragança, assistiu à decapitação do pai em Évora, ordenada pelo rei João II de Portugal, arqui-rival da casa ducal e do contra-poder que ela representava à centralização do Estado. Depois da execução de Fernando, Jaime fugiu para Castela com o resto da família, e aí permaneceu toda a adolescência até 1498. Nesse ano, o novo rei Manuel I de Portugal perdoou a família e concedeu-lhe de novo os títulos, terras e bens confiscados a seu pai.
No entanto, Jaime decidiu partir acompanhado por um criado para Roma com o fim de anular o seu casamento e de se tornar monge capucho. Manuel I enviou mensageiros que o interceptaram em Calatayud e obrigaram a voltar para Portugal.
Devido à importância da Casa Ducal de Bragança, em 1498, para não existir o risco da coroa de Portugal cair em rei estrangeiro, a pedido das cortes Jaime foi jurado Príncipe herdeiro de Portugal durante a viagem do rei Manuel I a Castela, em virtude deste não ter então ainda filhos.
Desposou em primeiras núpcias D. Leonor de Gusmão filha do duque de Medina Sidónia em 1502, da qual teve dois filhos. Uma vez que fora um casamento combinado por motivos políticos, quando essa aliança deixou de lhe servir, engendrou um esquema para se livrar da duquesa, fazendo-a ser apanhada com um jovem escudeiro, e mandando assassinar (ou assassinando ele mesmo) o jovem casal como vingança, em 1512. Esse episódio inspirou o poeta brasileiro Gonçalves Dias a escrever a peça "Leonor de Mendonça" em 1846.
Casou-se em segundas núpcias com D. Joana de Mendonça, filha de Diogo de Mendonça, Alcaide-mór de Mourão e sua mulher Brites Soares de Albergaria.
Embora fosse dos mais altos nobres da corte portuguesa, sobre ele recaíram as suspeitas do assassinato. Para escapar aos foros da nobreza, o rei Manuel I ordenou-lhe que se redimisse entregando-se à guerra. Dessa forma, Jaime foi obrigado a custear pessoalmente uma expedição de 25 000 cavaleiros e 19 000 infantes transportados em 400 embarcações destinada a tomar Azamor, em Marrocos, em setembro de 1513, que foi facilmente conquistada pelos Portugueses.
Foi ainda o responsável pela construção do Paço Ducal de Vila Viçosa, em 1501.

## Descendência do 1.º matrimónio
- Teodósio I de Bragança (1505-1563), sucedeu-lhe no título;
- Isabel de Bragança (1511-1576), casou em 1537 com D. Duarte, Duque de Guimarães (1515-1540), sendo mãe de Catarina de Avis, Duquesa de Bragança (1540-1614), que casou com o seu primo direito João I, Duque de Bragança (1543-1583), ambos netos de Jaime I.

## Descendência do 2.º matrimónio
- Joana de Bragança (1521-1588), casou com D. Bernardino de Cardenas, 3.º Marquês de Elche;
- Jaime de Bragança, clérigo (1523-1562);
- Eugénia de Bragança (1525-1559), casou com D. Francisco de Melo, 2.º Marquês de Ferreira, sepultada em Évora, no Convento de São João Evangelista;
- Maria das Chagas de Bragança (1527-1586), freira no Mosteiro das Chagas, como sua irmã Vicência;
- Constantino de Bragança (1528-1575), vice-rei da Índia;
- Fulgêncio de Bragança (1529-1582), 11º Dom Prior da Colegiada de Guimarães, sepultado em Guimarães;
- Teotónio de Bragança, arcebispo de Évora (1530-1602);
- Vicência do Espírito Santo de Bragança (1532-1603), freira.